# Skip Barber Racing School

Logo

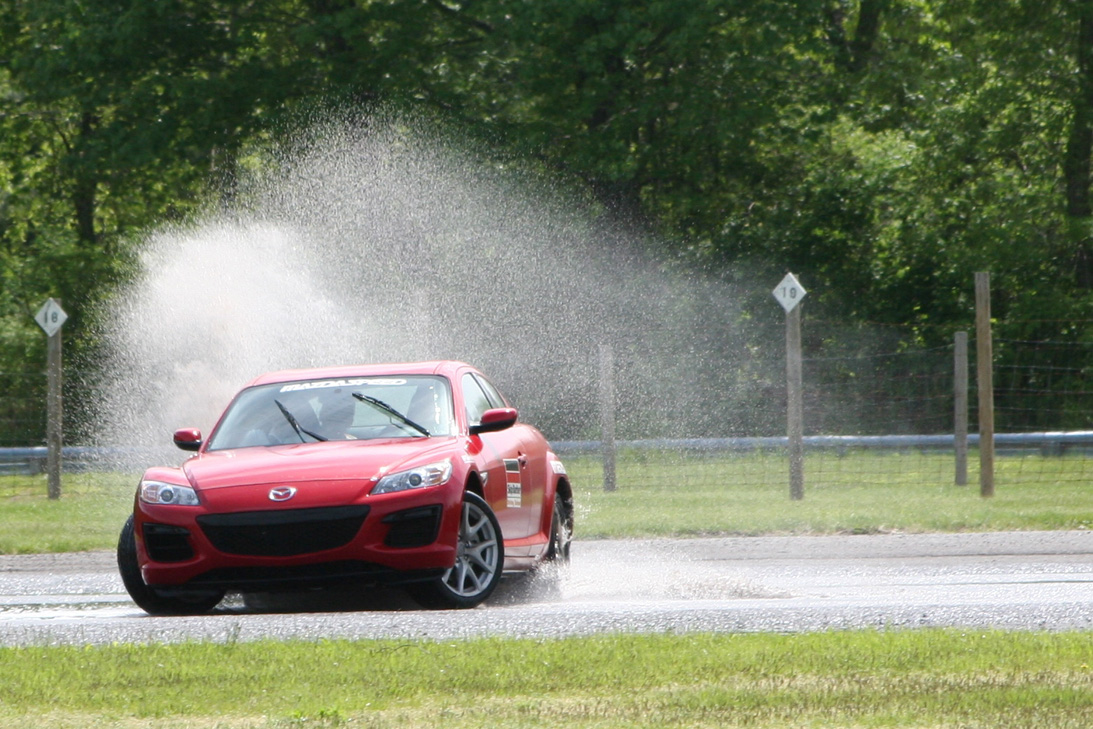
Práctica de derrape controlado en un curso de Skip Barber

Skip Barber Racing School es una escuela de pilotaje fundada por el expiloto Skip Barber en el año 1975. Ofrece cursos de pilotaje y conducción, orientados a profesionales, amateurs y empresas, y organiza competencias monomarca de automovilismo. La escuela opera en autódromos de Estados Unidos tales como Lime Rock Park, Watkins Glen, Mid-Ohio, Road America, Road Atlanta, Laguna Seca y Sebring.
Entre 1986 y 2003 organizó la Skip Barber Pro Series, un campeonato de monoplazas que utilizó motores Saab de 225 CV y luego Dodge de 265 CV. Se ubicaba encima de la Fórmula 2000 y por debajo de la Fórmula Atlantic y la Indy Lights.
Entre 1999 y 2011 organizó el Skip Barber National Championship, un campeonato de monoplazas con motores de 150 CV para jóvenes provenientes del karting y los torneos regionales de la Fórmula Skip Barber.
La escuela Skip Barber también ofrece becas en tres eventos: uno para kartistas (Karting Scholarship Shootout), uno para participantes de los campeonatos regionales de la Fórmula Skip Barber (Race Series Championship Shootout), y uno para pilotos novatos (IndyCar Academy Shootout).

## Alumnos destacados
- Robbie Buhl - campeón de la Skip Barber Pro 1989
- Bryan Herta - campeón de la Skip Barber Pro 1991
- Kenny Bräck - campeón de la Skip Barber Pro 1993
- Juan Pablo Montoya - tercero en la Skip Barber Pro 1994, quinto en Skip Barber Pro 2001
- Townsend Bell - tercero en la Skip Barber Pro 1999
- Jon Fogarty - subcampeón de la Skip Barber Pro 2000
- Ryan Hunter-Reay - ganador del Karting Scholarship Shootout 1997, campeón de la Skip Barber National 1999
- A. J. Allmendinger - ganador del Karting Scholarship Shootout 2001, subcampeón de la Skip Barber National 2001, campeón de la Skip Barber Pro 2002
- Memo Rojas - subcampeón de la Skip Barber Pro 2003
- Scott Speed - tercero en la Skip Barber National 2002
- Salvador Durán - subcampeón de la Skip Barber National 2003
- Marco Andretti - campeón de la Skip Barber National 2004
- Alexander Rossi - ganador del Karting Scholarship Shootout 2006, tercero en la Skip Barber National 2006
- Ricky Taylor - subcampeón de la Skip Barber National 2007
- Conor Daly - campeón de la Skip Barber National 2008
- Josef Newgarden - subcampeón de la Skip Barber National 2008